# Tempestichthys bettyae
Tempestichthys bettyae — вид бичкоподібних риб родини Thalasseleotrididae. Описаний у 2022 році.

## Поширення
Мешкає на коралових рифах в центральній частині Коралового моря.

## Опис
Tempestichthys bettyae стиснутий з боків із загостреним носом, напівпрозорого білого забарвлення з непрозорими білими та малиново-червоними плямами та переважно малиновою райдужкою.